# La Chapelle-Moutils
La Chapelle-Moutils è un comune francese di 377 abitanti situato nel dipartimento di Senna e Marna nella regione dell'Île-de-France.

## Società

### Evoluzione demografica
Abitanti censiti